# Ерёмин, Иван Егорович
Иван Егорович Ерёмин (1924-1976) — сержант Рабоче-крестьянской Красной Армии, участник Великой Отечественной войны, Герой Советского Союза (1944).

## Биография
Родился 22 июня 1924 года в селе Ключевка (ныне — Троицкий район Челябинской области) в казачьей семье. Получил неполное среднее образование. С 1936 года жил в поселке Дзержинка Верхнеуральского района. Работал в колхозе, на конезаводе.

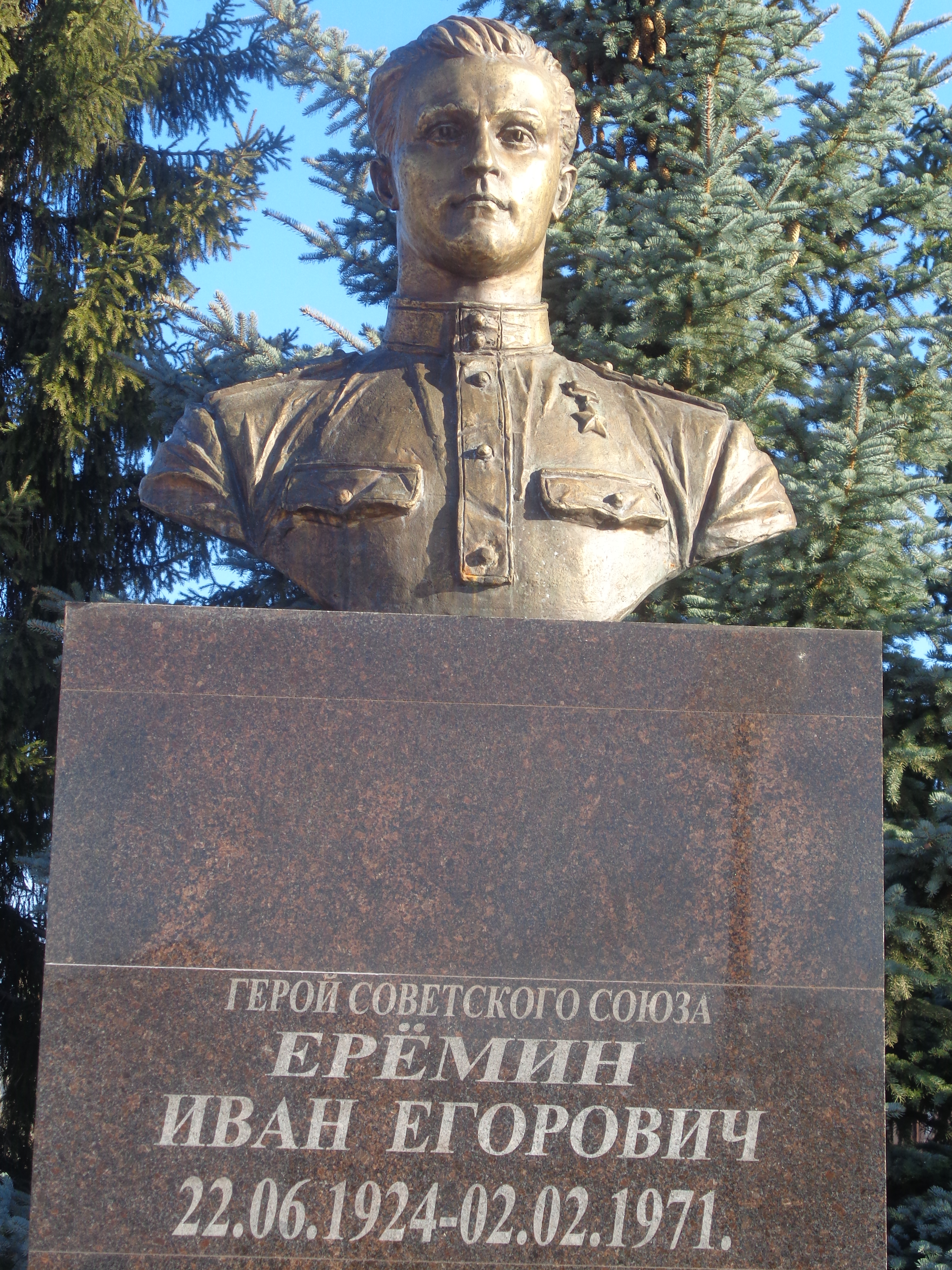
Памятник Герою Советского Союза Ерёмину Ивану Егоровичу

В 1942 году был призван на службу в Рабоче-крестьянскую Красную Армию. Окончил полковую школу младшего командного состава. С июля того же года — на фронтах Великой Отечественной войны. К марту 1944 года сержант Иван Ерёмин командовал отделением 93-го стрелкового полка 76-й стрелковой дивизии 47-й армии 2-го Белорусского фронта. Отличился во время освобождения Волынской области Украинской ССР.
29 марта 1944 года во время боя за высоту в Турийском районе вместе со своим отделением уничтожил 2 тяжёлых танка и более взвода немецкой пехоты. 1 апреля он первым поднялся в атаку, увлекая за собой остальных бойцов, получил тяжёлое ранение, но продолжал сражаться.
Указом Президиума Верховного Совета СССР от 23 июля 1944 года сержант Иван Ерёмин был удостоен высокого звания Героя Советского Союза с вручением ордена Ленина и медали «Золотая Звезда».
После окончания войны был демобилизован. Проживал в Троицке, работал в системе потребкооперации.
Скончался 2 февраля 1976 года. Похоронен в Троицке.
Был также награждён рядом медалей.

## Память
В честь Ерёмина в Троицке названы улица и школа, установлен бюст, а также названа улица в Верхнеуральске.